# Macintosh Quadra 610
De Macintosh Quadra 610, die oorspronkelijk op de markt gebracht werd als Macintosh Centris 610, is een personal computer die ontworpen, gefabriceerd en verkocht werd door Apple Computer van februari 1993 tot juli 1994. De Centris 610 werd samen met de grotere Centris 650 geïntroduceerd als opvolger van de Macintosh IIsi, en had de start moeten worden van een nieuwe Centris-productfamilie die zich in het midden van Apple's productlijn zou bevinden. Later in 1993 besliste Apple echter om zijn productfamilies af te stemmen op hun doelpubliek: Quadra voor de zakelijke markt, Performa voor de consumentenmarkt en LC voor de onderwijsmarkt. De Centris 610 werd ondergebracht in de Quadra-reeks.
De Centris 610 is het tweede model van Apple (na de Macintosh LC-familie) met een "pizza box"-behuizing. Deze behuizing werd later ook nog gebruikt door de Centris / Quadra 660AV en de Power Macintosh 6100. De Quadra 610 werd ook aangeboden in een "DOS-compatibele" uitvoering met een bijkomende 25 MHz 486SX-processor op een Processor Direct Slot-kaart.
In juli 1993 werd een servervariant op de markt gebracht met de naam Workgroup Server 60, die ook in een "DOS-compatibele" uitvoering aangeboden werd.
De  Quadra 610 werd in juli 1994 opgevolgd door de Quadra 630, en de Workgroup Server 60 door de Workgroup Server 6150.

## Modellen
De Centris 610 was voorzien van een ingebouwde grafische kaart (met VGA-ondersteuning via een speciale adapter), een PDS, twee ADB en twee seriële poorten en een externe SCSI-connector. Op het moederbord was 4 MB geheugen gesoldeerd en via twee 72-pin SIMM-slots kon het geheugen uitgebreid worden tot 68 MB. De computer had geen NuBus-slots, maar via een speciale PDS-adapter was het mogelijk om toch een NuBus-kaart toe te voegen. Deze NuBus-kaart moest dan horizontaal gemonteerd worden, waardoor het aanvankelijk niet mogelijk was om een 68040-processor te gebruiken omdat er te weinig plaats overbleef voor de koelvinnen, iets wat de 68LC040 niet nodig heeft. Met de introductie van de Quadra 610 DOS Compatible werd dit probleem opgelost.
Beschikbaar vanaf 10 februari 1993:
- Macintosh Centris 610:[1]
  - 68LC040-processor, 4 MB RAM, 512 KB VRAM en een 80 MB harde schijf
  - 68LC040-processor, 8 MB RAM, 512 KB VRAM, 80 MB harde schijf en Ethernet
  - 68LC040-processor, 8 MB RAM, 512 KB VRAM, 230 MB harde schijf en Ethernet
  - 68LC040-processor, 8 MB RAM, 1 MB VRAM, 230 MB harde schijf, AppleCD 300i, microfoon en Ethernet

Beschikbaar vanaf 26 juli 1993:
- Workgroup Server 60:[4] 68040-processor op 20 MHz, 8 MB RAM en een 250 of 500 MB harde schijf

Beschikbaar vanaf 21 oktober 1993:
- Macintosh Quadra 610:[5] 68LC040 of 68040-processor op 25 MHz en een 160 of 230 MB harde schijf

Beschikbaar vanaf 28 februari 1994:
- Macintosh Quadra 610 DOS Compatible:[6] 68040-processor op 25 MHz, 160 of 230 MB harde schijf en een PDS-kaart met een Intel 486SX-25

## Specificaties (Quadra 610)
- Processor: Motorola 68LC040 of 68040, 25 MHz
- Systeembus snelheid: 25 MHz
- ROM-grootte: 1 MB
- Databus: 32 bit
- RAM-type: 80 ns 72-pin SIMM
- Standaard RAM-geheugen: 4 MB
  - Uitbreidbaar tot maximaal 68 MB
  - RAM-sleuven: 2
- Standaard video-geheugen: 512 KB DRAM
  - Uitbreidbaar tot maximaal 1 MB DRAM
- Standaard diskettestation: 3,5-inch, 1,44 MB
- Standaard harde schijf: 150 of 230 MB (SCSI)
- Standaard optische schijf: geen (optionele cd-romspeler met dubbele snelheid)
- Uitbreidingssleuven: PDS
- Type batterij: 3,6 volt Alkaline
- Uitgangen:
  - 2 ADB-poorten (mini-DIN-4) voor toetsenbord en muis
  - 1 video-poort (DB-15)
  - 1 SCSI-poort (DB-25)
  - 2 seriële poorten (mini-DIN-8)
  - 1 Ethernet-poort (AAUI-15)
  - 1 audio-uit (3,5 mm jackplug)
  - 1 microfoon (3,5 mm jackplug)
- Ondersteunde systeemversies: System 7.1 t/m Mac OS 8.1 en A/UX 3.0.1 t/m 3.1.1
- Afmetingen: 8,6 cm x 41,4 cm x 39,6 cm (h×b×d)
- Gewicht: 6,4 kg

Uit productie: 1984: Macintosh 128K, Macintosh 512K · 1985: Macintosh XL · 1986: Macintosh Plus · 1987: Macintosh II, Macintosh SE · 1988: Macintosh IIx · 1989: Macintosh SE/30, Macintosh IIcx, Macintosh IIci, Macintosh Portable · 1990: Macintosh IIfx, Macintosh Classic, Macintosh IIsi, Macintosh LC serie · 1991: Macintosh Quadra 700, Macintosh Quadra 900, Apple PowerBook · Macintosh Classic II · 1992: Macintosh IIvx, Macintosh Quadra 950, PowerBook Duo, Macintosh Performa serie · 1993: Macintosh Centris serie, Macintosh Color Classic, Macintosh TV · Apple Workgroup Server · 1994: Power Macintosh · 1997: Power Macintosh G3, PowerBook G3, Twentieth Anniversary Macintosh · 1998: iMac · 1999: iBook, Power Mac G4 · 2000: Power Mac G4 Cube · 2001: PowerBook G4 · 2002: eMac, iMac G4 · 2003: Xserve, Power Mac G5 · 2004: iMac G5 · 2005: Mac mini · 2006: MacBook · 2015: MacBook (Retina) · 2017: iMac Pro

Huidige modellen: MacBook Air, MacBook Pro, iMac, Mac mini, Mac Studio, Mac Pro